# ده زیردودرای
ده زیردودرای، روستایی از توابع بخش رودشت شهرستان لردگان در استان چهارمحال و بختیاری ایران است.

## جمعیت
این روستا در دهستان سردشت قرار دارد و براساس سرشماری مرکز آمار ایران در سال ۱۳۸۵، جمعیت آن ۱۹۵ نفر (۲۳خانوار) بوده‌است.